# World Trade Center (Film)
World Trade Center ist ein Filmdrama des Regisseurs Oliver Stone über die Terroranschläge am 11. September 2001 in den Vereinigten Staaten. Der Film, der im Herbst 2006 in die Kinos kam, beschreibt die Katastrophe aus der Sicht von zwei der gefundenen Überlebenden des World-Trade-Center-Einsturzes, der New Yorker Polizisten John McLoughlin und William Jimeno.

## Handlung
Die Handlung setzt am frühen Morgen des 11. September 2001 ein, als der Polizist John McLoughlin sein Haus verlässt, um zum Dienst zu fahren. Kurz darauf rast ein Flugzeug in einen der Zwillingstürme des World Trade Centers. Auf der Polizeistation des PAPD, der Polizeibehörde der Port Authority of New York and New Jersey, verfolgt man das Geschehen auf CNN. Sergeant McLoughlin, Officer Will Jimeno und ihre Kollegen eilen zu ihrem Einsatzort. Während der Fahrt im beschlagnahmten Linienbus erfahren die Beamten, dass nun auch der zweite Turm getroffen worden sein soll, und es verdichten sich die Hinweise auf einen Anschlag.
Am World Trade Center angekommen, bietet sich den Männern ein grauenhaftes Bild: Menschen fliehen in Panik, es herrscht völliges Chaos, Schutt regnet vom Himmel herab, ein Mensch springt aus dem brennenden Turm. McLoughlin beschließt, mit einem kleinen Trupp Freiwilliger in den Turm vorzudringen, um die Evakuierungsmaßnahmen zu unterstützen.
McLoughlin, Jimeno, „Dom“ Pezzulo und Rodrigues betreten die Einkaufspassage zwischen den Türmen, wo sie sich zunächst die für die Rettung notwendigen Atemgeräte und Helme beschaffen. Jimeno berichtet von Meldungen über den zweiten Flugzeugeinschlag, den er auf einem Bildschirm verfolgt hat. Die Feuerwehrmänner, die bereits im Einsatz sind, haben Verletzungen und sind stark mitgenommen. Man stellt sich auf einen langen Tag der Evakuierung ein.
In diesem Moment stürzt der Südturm (WTC 2) in sich zusammen. Die Einsatzgruppe um McLoughlin flüchtet in einen Fahrstuhlschacht, während die Einkaufspassage in Trümmer zerfällt. Nur drei der Männer überleben, verschüttet unter Beton und Stahl. McLoughlin und Jimeno sind von massiven Betonplatten eingezwängt und bewegungsunfähig. „Dom“ Pezzulo hat mehr Glück und bleibt weitgehend unverletzt.
Pezzulos Versuche, seine verschütteten Kollegen zu befreien, misslingen. Sergeant McLoughlin besteht dennoch auf einem weiteren Befreiungsversuch und verbietet Pezzulo, sie zu verlassen, um Hilfe anzufordern. Als der Nordturm (WTC 1) einstürzt, wird Pezzulo ebenfalls eingequetscht und schwer verletzt. Er gibt mit seiner Dienstwaffe einen Schuss in Richtung des von oben hereinscheinenden Lichtes ab um Rettungsmannschaften aufmerksam zu machen und erliegt kurz darauf seinen Verletzungen. McLoughlin und Jimeno haben nun keine Möglichkeit mehr, sich ohne fremde Hilfe zu befreien. McLoughlin fordert per Funk Hilfe an, es bleibt jedoch unklar, ob das Funkgerät funktioniert, da keine Antworten eingehen.
Inzwischen werden die Familien über ihre vermissten Angehörigen informiert und stellen sich auf das Schlimmste ein. Jimenos Ehefrau Allison ist hochschwanger. Ihre Familie unterstützt sie während der Zeit des Wartens. McLoughlins Familie reagiert unterschiedlich. Der älteste Sohn drängt auf eine eigenmächtige Suche nach dem Vater. Ehefrau Donna kann sich dazu nicht durchringen, was zu Konfrontationen führt. Erst als der Sohn damit droht, ohne Fahrerlaubnis das Auto zu benutzen, lenkt Donna ein. Unterdessen macht sich der Ex-Marine Dave Karnes eigenmächtig auf den Weg, die Trümmer des World Trade Centers nach Überlebenden abzusuchen.
Während die verschütteten Männer mit dem Schmerz und der Erschöpfung kämpfen, suchen sie Ablenkung in Unterhaltungen über ihr Privatleben: Jimenos Frau war mit der Namenswahl für die zu erwartende Tochter nicht einverstanden. Er bittet McLoughlin, als letzten Wunsch sein Einlenken in dieser Frage über Funk mitzuteilen. Der Funkspruch wird nicht gehört. Die Hoffnungen der Männer sinken, als auch das 7 World Trade Center (WTC 7) einstürzt, dessen Erschütterung zusätzlich Trümmerteile herabfallen lässt. Allerdings ragt nun auch ein Wasserrohr in Griffnähe von Jimeno herab, das ihm Hoffnung auf ein wenig Flüssigkeit gibt. Besonders McLoughlin leidet infolge der Schmerzen und der staubigen Luft zunehmend an Wachträumen und Visionen, bei denen seine Beziehung zu Donna eine zentrale Rolle spielt.
Es ist bereits Nacht, als der Ex-Marine Karnes in den Trümmern einen weiteren Freiwilligen trifft und zusammen mit ihm die Trümmerlandschaft nach Überlebenden absucht. Jimeno hört ihre Rufe, während McLoughlin schon fast bewusstlos ist. Jimeno versucht, mit Hilfe des scheppernden Wasserrohres die Aufmerksamkeit von Karnes und seinem Begleiter auf sie zu lenken, was schließlich gelingt. Verstärkung wird angefordert und die Angehörigen werden über das Lebenszeichen informiert. Dort glaubt man zunächst, dass die Rettung bereits erfolgt sei, was nach dem Eintreffen der Verwandten bei den Behörden zu Unverständnis und Wut führt.
Die Rettung gestaltet sich schwierig, da die Männer etwa 6 bis 10 Meter tief unter dem Schutt begraben sind und der Trümmerberg durch Brände und Löschmaßnahmen weiter an Stabilität verliert. Unter Einsatz ihres Lebens erreichen die Einsatzkräfte zunächst den höher gelegenen Jimeno, der gesundheitlich stabiler wirkt. Nachdem Versuche, Jimeno mit einem hydraulischen Spreizer zu befreien, zunächst fehlschlagen, verlangt Jimeno die Amputation seines eingeklemmten Beines, um den Weg zu McLoughlin möglichst schnell freizumachen. Doch die Helfer weigern sich und schließlich gelingt es, Jimeno zu befreien. Während Jimeno im Krankenhaus versorgt wird, arbeiten die Helfer noch immer daran, auch McLoughlin aus den Trümmern zu retten. Im Krankenhaus werden die schwerverletzten Männer von ihren erleichterten Ehefrauen erwartet.
Zwei Jahre nach den Anschlägen treffen sich beide Männer im Kreis ihrer Familien. McLoughlin humpelt stark, Jimeno hat keine erkennbaren Schäden behalten. Während dieser Szene begrüßen die Schauspieler Cage und Peña die echten McLoughlin und Jimeno.
Laut Aussagen des Vor- und Abspanns beruht die Handlung auf Tatsachenberichten. McLoughlin und Jimeno waren die Überlebenden 18 und 19 von insgesamt 20 lebendig geborgenen Verschütteten. Durch ihre Verletzungen wurden beide in den Frühruhestand entlassen. Der bei der Rettung beteiligte Ex-Marine Dave Karnes verpflichtete sich zum Einsatz im späteren Irakkrieg.

## Hintergrund
- Im Gegensatz zu dem Film Flug 93 über die Ereignisse am 11. September 2001 bekam Stone nicht von jedem Hinterbliebenen der Terroranschläge Unterstützung. Die ersten Vorführungen des offiziellen Kinotrailers Mitte Mai 2006 sorgten wie bei Flug 93 in einigen US-Kinos für Unruhe.

- Gedreht wurde World Trade Center in den US-Bundesstaaten New Jersey und auch in New York selbst. Szenen, die direkt am Ground Zero spielen, wurden im kalifornischen Marina del Rey gedreht, da die Bevölkerung nicht wieder mit den Ereignissen konfrontiert werden wollte. Um zu überspielen, dass die Szenen nicht am Ground Zero entstanden, wurden für die Außen- und Innenaufnahmen aufwändige Kulissen aufgebaut und computergenerierte Bilder erstellt. Für die Innenaufnahmen des World Trade Centers wurden die originalen Baupläne verwendet. Abgesehen von den „Live-Übertragungen“ auf den Fernsehschirmen wurde das World Trade Center komplett als CGI-Element nachgebaut und eingefügt.

- Der Regisseur Stone überließ John McLoughlin die Entscheidung, wer ihn im Film darstellen solle. Zur Wahl standen auch Mel Gibson, George Clooney, Harrison Ford, Kevin Costner, Tommy Lee Jones und Dennis Quaid. Doch McLoughlin wie auch Stone fanden Nicolas Cage besser geeignet, da er bereits in The Rock – Fels der Entscheidung den US-Helden verkörpert hatte.

- Der Kinostart in den Vereinigten Staaten erfolgte am 9. August 2006. In Deutschland und in Österreich startete der Film am 28. September 2006. Im deutschen Free-TV war der Film erstmals am 5. April 2009 auf ProSieben zu sehen.[3]

- Die Filmbewertungsstelle Wiesbaden hat dem Film das Prädikat „Besonders wertvoll“ vergeben.

- Über den wahren William „Will“ Jimeno ist eine Dokumentation von Spiegel TV erschienen mit dem Titel Der längste Tag des Will Jimeno – Eine wahre Heldengeschichte.

- Der Film ist eine internationale Koproduktion der US-amerikanischen Paramount Pictures und Double Feature Films mit der britischen Intermedia Films und der deutschen Kernos Filmproduktionsgesellschaft & Company.

## Synchronisation
| Rolle                     | Schauspieler        | Synchronsprecher      |
| ------------------------- | ------------------- | --------------------- |
| John McLoughlin           | Nicolas Cage        | Martin Keßler         |
| Will Jimeno               | Michael Peña        | Tobias Müller         |
| Donna McLoughlin          | Maria Bello         | Christin Marquitan    |
| Allison Jimeno            | Maggie Gyllenhaal   | Tanja Geke            |
| Dave Karnes               | Michael Shannon     | David Nathan          |
| Dominick Pezzulo          | Jay Hernández       | Kim Hasper            |
| Inspektor Fields          | Jude Ciccolella     | Norbert Gescher       |
| Scott Strauss             | Stephen Dorff       | Dennis Schmidt-Foß    |
| Pat McLoughlin            | Wass Stevens        | Johannes Berenz       |
| Jerry                     | Brad William Henke  | Oliver Siebeck        |
| Allisons Vater            | Peter McRobbie      | Bodo Wolf             |
| Chuck Sereika             | Frank Whaley        | Boris Tessmann        |
| Feuerwehrmann Fox         | Scott Fox           | Roland Hemmo          |
| JJ McLoughlin             | Anthony Piccininni  | Sebastian Fitzner     |
| Judy Jonas                | Donna Murphy        | Heidrun Bartholomäus  |
| Karen Jimeno              | Lucia Brawley       | Victoria Sturm        |
| Sergeant King             | Kimberly Scott      | Peggy Sander          |
| Private Thomas            | William Mapother    | Viktor Neumann        |
| Feuerwehrmann Raimondi    | Louis Raimondi      | Bernd Vollbrecht      |
| Christopher Amoroso       | Jon Bernthal        | Frank Schaff-Langhans |
| Antonio Rodrigues         | Armando Riesco      | Tobias Kluckert       |
| Feuerwehrmann Cacares     | Kurt Cacares        | Matthias Deutelmoser  |
| Officer Colovito          | Nicholas Turturro   | Karlo Hackenberger    |
| Allisons Mutter           | Dorothy Lyman       | Helga Sasse           |
| John Busching             | Gary Stretch        | Marcus Off            |
| Officer Brian Boel        | Dara Coleman        | Rainer Döring         |
| Paddy McGee               | Stoney Westmoreland | Andreas Hosang        |
| Allisons Großmutter       | Julie Adams         | Barbara Adolph        |
| Nachbarin der McLoughlins | Patti D’Arbanville  | Regine Albrecht       |

## Rezeption
„Der ganz und gar unpolitische Film besitzt in seiner unverhohlenen Emotionalität mehr therapeutische als historisch erhellende Qualitäten. Von dem rebellischen und regierungskritischen Regisseur früherer Tage ist hier keine Spur zu entdecken.“